# Wikariat holenderski

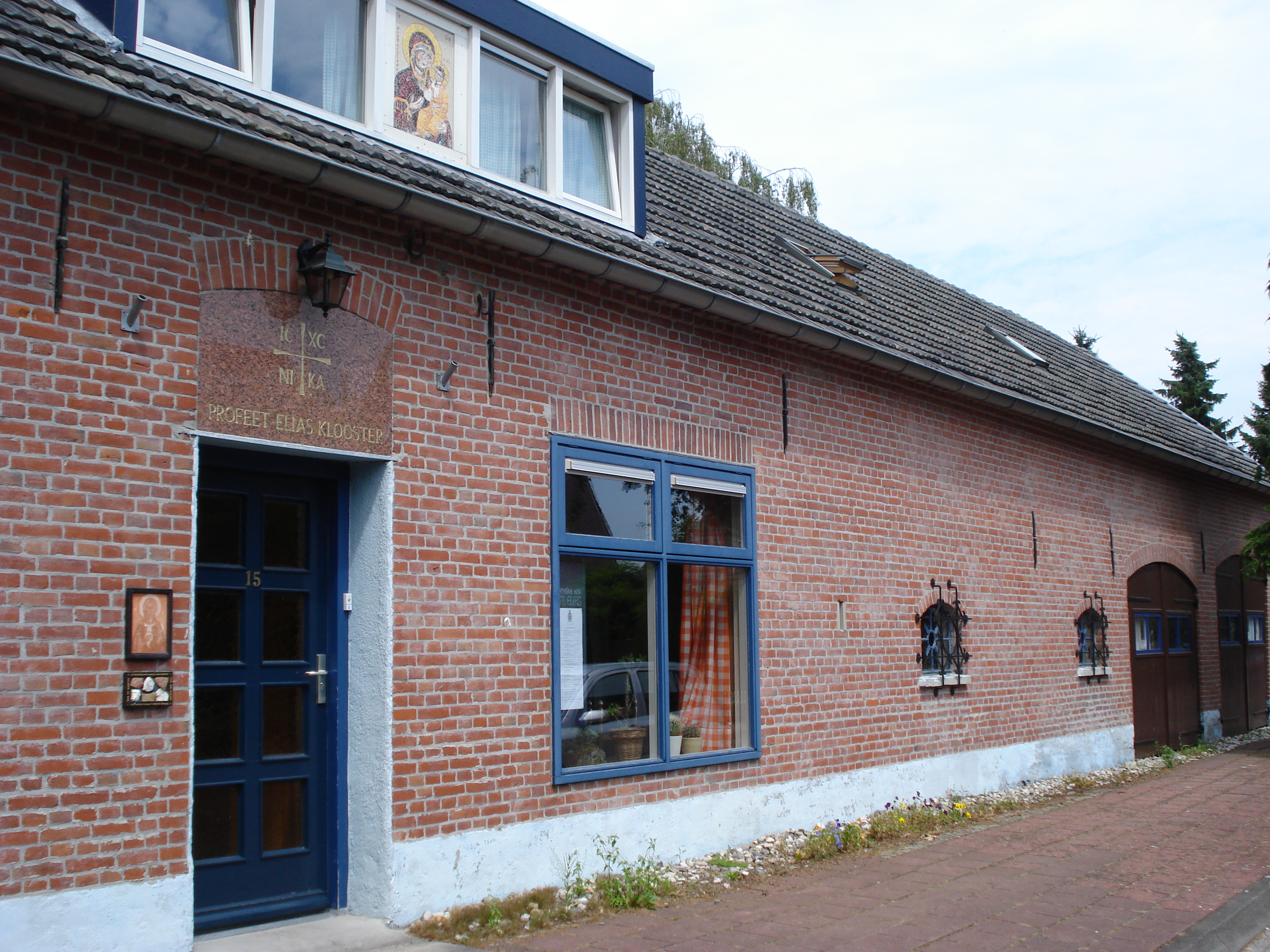
Monaster św. Eliasza w St. Hubert

Wikariat holenderski – część składowa Zachodnioeuropejskiego Egzarchatu Parafii Rosyjskich, obejmująca swoim zasięgiem terytorium Holandii i częściowo Belgii. Podlegają jej etniczne parafie rosyjskie, które opowiedziały się w toku sporów jurysdykcyjnych w XX wieku za podległością wobec Patriarchatu Konstantynopolitańskiego.
Obowiązki zwierzchnika wikariatu pełnił egzarcha Europy Zachodniej Gabriel (de Vylder) (zm. 2013).

## Parafie wikariatu
- Parafia św. Jerzego w Antwerpii
- Parafia Świętych Niewiast Niosących Wonności w Bredzie
- Parafia Świętych Piotra i Pawła w Deventer
- Parafia św. Pantelejmona w Kollumerpomp
- Parafia św. Jana Chryzostoma i św. Serwacego w Maastricht
- Parafia św. Eliasza w St. Hubert

Na terenie wikariatu znajduje się ponadto 1 męski klasztor – Monaster św. Eliasza w St. Hubert.